# (2890) Vilyujsk
(2890) Vilyujsk (1978 SY7) – planetoida z grupy pasa głównego asteroid okrążająca Słońce w ciągu 3,4 lat w średniej odległości 2,26 j.a. Odkryta 26 września 1978 roku.